# Alain Bernard
Alain Bernard (* 1. Mai 1983 in Aubagne) ist ein ehemaliger französischer Schwimmer. Er ist Offizier des französischen Nationalverdienstordens.

## Werdegang
Bei der Europameisterschaft 2008 in Eindhoven (Niederlande) stellte er am 22. März 2008 mit 47,50 Sekunden einen neuen Weltrekord über 100 Meter Freistil auf, nachdem er bereits am Vortag mit nur einer Zehntelsekunde mehr den alten Weltrekord unterboten hatte. Einen Tag später verbesserte er in 21,50 Sekunden auch über 50 Meter Freistil den Weltrekord. Dieser Rekord wurde allerdings bereits fünf Tage später durch den Australier Eamon Sullivan unterboten. Bei den Olympischen Spielen 2008 in Peking wurde Bernard Olympiasieger über 100 m Freistil, gewann die Silbermedaille mit der 4 × 100-m-Freistilstaffel und die Bronzemedaille über 50 m Freistil.
2008 wurde er zu Europas Schwimmer des Jahres sowie von der Sportzeitung L’Équipe zu Frankreichs Sportler des Jahres („Champion des champions“) gewählt.
Für die Weltmeisterschaft 2011 konnte er sich im März 2011 nur in den Disziplinen 50 m Freistil und 4 × 100-m-Freistilstaffel qualifizieren und scheiterte als Vierter über 100 m Freistil.
2017 wurde er in die International Swimming Hall of Fame aufgenommen.

## Rekorde

### Persönliche Bestleistungen

#### Langbahn
- 50 m Freistil – 00:21,23
- 100 m Freistil – 00:46,94

#### Kurzbahn
- 50 m Freistil – 00:20,64
- 100 m Freistil – 00:45,69
- 200 m Freistil – 01:43,40

### Internationale Rekorde
| Europarekorde (2)                                              | Europarekorde (2) | Europarekorde (2) | Europarekorde (2) |
| -------------------------------------------------------------- | ----------------- | ----------------- | ----------------- |
| 4 × 100 m Freistil (mit Leveaux, Gilot und Bousquet)           | 03:08,32 min      | 11. August 2008   | Peking            |
| 4 × 50 m Freistil (Kurzbahn) (mit Gilot, Leveaux und Bousquet) | 01:20,77 min      | 14. Dezember 2008 | Rijeka            |
| (Stand: 26. Juni 2025)                                         |                   |                   |                   |